# Very
A Very a Pet Shop Boys hetedik albuma, amely 1993. szeptember 27-én jelent meg. A limitált példányszámban megjelent, dupla CD-s kiadásában (Very/Relentless) tartalmazott egy 6 számos bónusz lemezt is amelyen dance számok voltak, némelyik instrumentális változatban. Több mint 3 millió darabot adtak el belőle világszerte. Szerepel az 1001 lemez, amit hallanod kell, mielőtt meghalsz című könyvben.
A Very 2001-es digitálisan felújított újrakiadása (az első hat stúdióalbumot adták ki ekkor) a Very/Further Listening tartalmazott egy bónusz lemezt, amelyen az albumon szereplő számok remixei, és az ezen időszakban kiadott b-oldalas számok valamint korábban ki nem adott felvételek (szintén digitálisan felújított változatban) kaptak helyet.

## Az album dalai

### Eredeti albumok

#### Very
1. Can You Forgive Her? – 3:57
2. I Wouldn't Normally Do This Kind of Thing – 3:03
3. Liberation – 4:05
4. A Different Point of View – 3:24
5. Dreaming of the Queen – 4:20
6. Yesterday, When I Was Mad – 3:55
7. The Theatre – 5:10
8. One and One Make Five – 3:30
9. To Speak is a Sin – 4:45
10. Young Offender – 4:50
11. One in a Million – 3:52
12. Go West – 5:00
13. Postscript (I Believe In Ecstasy) (rejtett szám - csak a CD kiadáson, a “Go West” 7:07-es állásánál kezdődik) – 1:15

#### Relentless
1. My Head Is Spinning – 6:33
2. Forever in Love – 6:19
3. KDX 125 – 6:25
4. We Came from Outer Space – 5:24
5. The Man Who Has Everything – 6:01
6. One Thing Leads to Another – 6:24

### Further Listening 1992–1994
B-oldalas számok és korabeli remixek
1. Go West (1992 twelve-inch mix) – 9:09
2. Forever in Love – 5:44
3. Confidential (demo for Tina) – 4:47
4. Hey, Headmaster – 3:06
5. Shameless – 5:04
6. Too Many People – 4:25
7. I Wouldn't Normally Do This Kind of Thing (seven-inch version) – 4:45
8. Violence (Haçienda version) – 5:00
9. Falling (demo for Kylie) – 4:38
10. Decadence – 3:55
11. If Love Were All – 3:00
12. Absolutely Fabulous (single version) – 3:46
13. Euroboy – 4:30
14. Some speculation – 6:34
15. Yesterday, When I Was Mad (single version) – 4:01
16. Girls & Boys (Blur) (live in Rio) – 4:55

## Közreműködők
- Neil Tennant
- Chris Lowe

### Vendégzenészek
- Pete Gleadall – programozás
- J.J. Belle – gitár a 3 és 12-es számokon
- Frank Ricotti – ütősök az 5-ös számon
- Phil Todd, Chris Davis, John Barclay, John Thirkell and Mark Nightingale – rézfúvósok a 12-es számon
- Anne Dudley – zenekar hangszerelése és karmester a 3, 5 és 7-es számokon
- Richard Niles – a rézfúvósok, kórus és kisegítő billentyűk hangszerelése a 12-es számon
- Sylvia Mason-James – ének a 7, 11 és 12-es számokon
- Dainton Connell – ének a 8-as számon
- Carol Kenyon – ének a 9 és 10-es számon
- Katie Kissoon and Tessa Niles – ének a 10-es számon
- Joanna Wyatt, Thomas Rogers, Laurie Smith, Hody Smith, Nigel Francis, Francis Hatson, Lee Harris, Lucy Clark, Marie-Claire Peterson and Victoria Ferher – kórus a 7-es számon
- Scott Altman, James Bassi, Hugh Berberich, Rodne Brown, Maurizio Corbino, Martin Boner, Dan Egan, James Gandre, Paul Houghtaling, Michael Hume, Robert Kuehn, Drew Martin, Joseph Nelson Neal, Mark Rehnstrom, Steven Tachell and Frank Nemhauser. With thanks to Graeme Perkins and Jaqueline Pierce – kórus a 12-es számon

## Egyéb linkek
- 1993 interjú Daniel Weil-lel, a Very album dizájntervezőjével.

## Külső hivatkozások
- petshopboys.co.uk (angol nyelvű, a saját honlapjuk)
- petshopboys.hu Archiválva 2007. május 28-i dátummal a Wayback Machine-ben
- www.psb-discography.com (a legátfogóbb diszkográfia)